# Гоздзкий, Бернард Станислав
Бернард Станислав Гоздский (Bernard Stanisław Gozdzki) (1704 - 1771) — государственный и военный деятель Речи Посполитой.

## Биография
- 1734—1762 — коронный (польский) кухмистр.
- 1754 — генерал.
- 1762—1771 — воевода Подляшский.

## Награды
- Орден Святого Александра Невского (1764)